# Yamada (Iwate)
Yamada (Japans: 山田町,Yamada-machi) is een gemeente in het district Shimohei van de prefectuur Iwate, Japan. Op 1 november 2009 had de gemeente 18.947 inwoners. De bevolkingsdichtheid bedroeg 71,9 inw./km². De oppervlakte van de gemeente bedraagt 263,45 km².
De bevolking verdient voornamelijk het inkomen met visserij.

## Geschiedenis
Op 28 juli 1643 voer het VOC-jacht Breskens onder kapitein Hendrick Cornelisz Schaep de baai bij Yamada binnen. De volgende dag werden Schaep, de onderkoopman en acht leden van de bemanning door de Japanners van boord gelokt, gevangen genomen en naar Edo opgezonden, waar ze na onderhandelingen pas op 8 december in vrijheid werden gesteld. Deze gebeurtenissen staan bekend als het Breskens-incident. In 1993 werd gevierd dat dit 350 jaar geleden was.
In schrijnen te Yamada werden nog lang artefacten van de Breskens bewaard.
Op 11 maart 2011 werd Yamada getroffen door een tsunami die de gemeente voor meer dan 80% verwoest heeft. Alleen enkele overheidsgebouwen en hoger gelegen woningen bleven overeind staan.

## Stedenband
Yamada heeft sinds 13 mei 2000 een stedenband met het Nederlandse gemeente Zeist. Tevens bestaat er sinds 1996 een jaarlijkse uitwisseling van scholieren van de junior highschool met Zeist.